# Colli a Volturno
Colli a Volturno är en ort och kommun i provinsen Isernia i regionen Molise i Italien. Kommunen hade 1 324 invånare (2018).